# Centrosojuz (budynek)
Centrosojuz (ros. Центросоюз) – Budynek biurowy, wzniesiony w 1930 w centrum Moskwy, na podstawie projektu Le Corbusiera i Pierre Jeannereta.
Budowę rozpoczęto w 1929. Prace rozpoczęto od razu po otrzymaniu kompletnych planów budowy. Niemal natychmiast też pojawiły się opóźnienia z powodu braku materiałów, spowodowane przez pierwszy Plan Pięcioletni ogłoszony właśnie przez Stalina.
Budynek jest obiektem wielozadaniowym, znajdują się w nim pomieszczenia biurowe dla 3500 pracowników, a także restauracja, sale wykładowe, teatr i inne obiekty. Budynek wykonany jest z żelbetu, dla izolacji od temperatury zewnętrznej obłożonego blokami czerwonego tufu (sprowadzonego z Kaukazu)
Budynek Centrosojuz w czasach ZSRR był siedzibą centrali spółdzielczości konsumenckiej Centrosojuz, następnie Ludowego Komisariatu Przemysłu Lekkiego ZSRR - Narkomlegprom (Народный Комиссариат Легкой Промышленности СССC - Наркомлегпром), Ministerstwa Przemysłu Tekstylnego ZSRR (Министерство текстильной промышленности СССР), od 1959 Centralnego Zarządu Statystycznego (Центральное статистическое управление), obecnie Federalnej Służby Statystycznej (Федеральная служба государственной статистики) oraz Federalnej Służby Monitoringu Finansowego (Федеральная служба по финансовому мониторингу).